# من پادشاهم، من نخست وزیرم
من پادشاهم، من نخست وزیرم (به انگلیسی: I'm the King and I'm the Minister) فیلمی هندی محصول سال ۲۰۱۷ و به کارگردانی تیجا است. در این فیلم بازیگرانی همچون رانا داگوباتی، کجال آگاروال، کاترین ترسا، ناودیپ و اشوتوش رانا ایفای نقش کرده‌اند.